# Iglesia de Santa Quiteria (Alcázar de San Juan)
La iglesia de Santa Quiteria es un templo católico de la localidad española de Alcázar de San Juan, en la provincia de Ciudad Real. 

## Historia

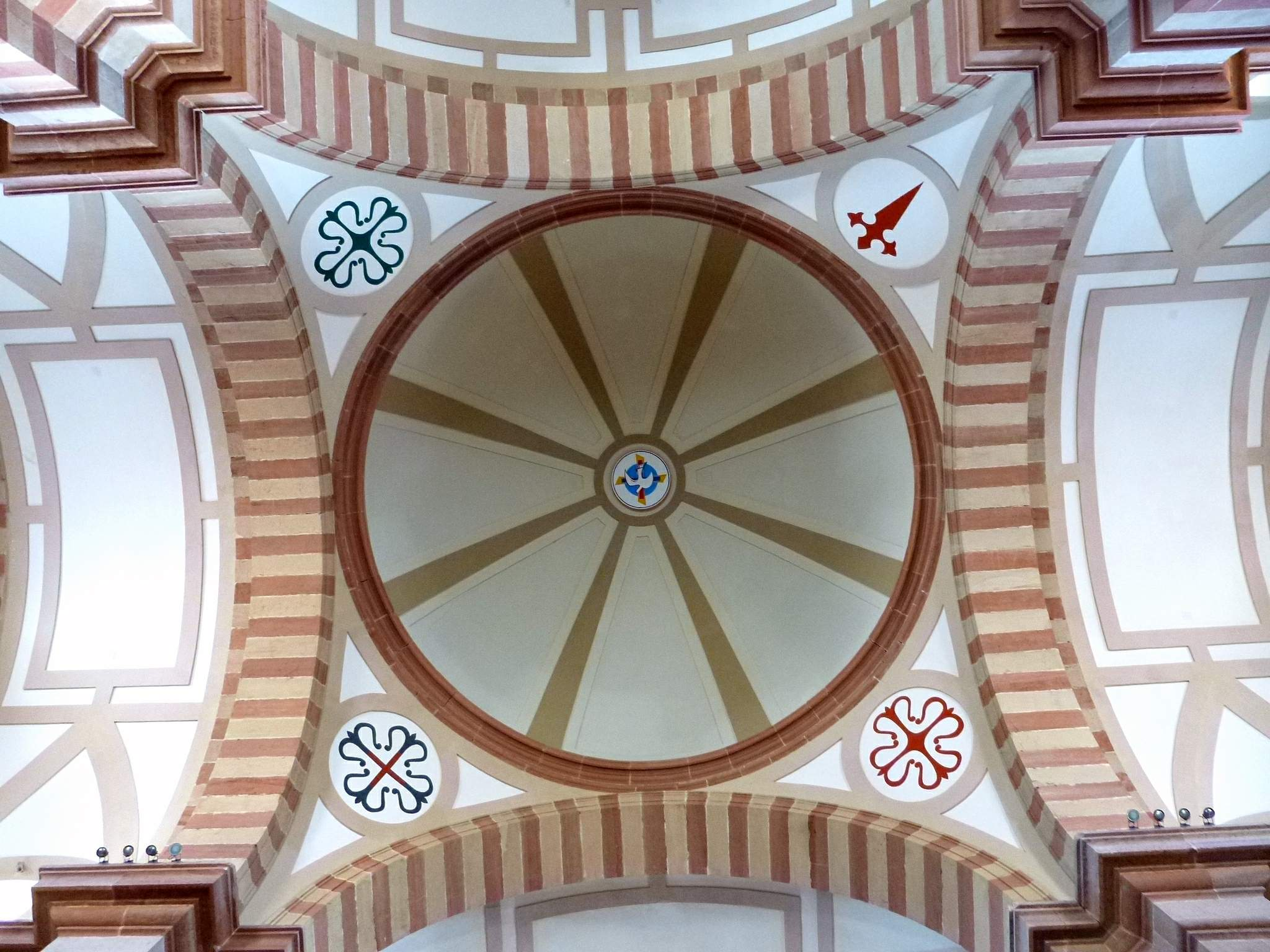
Vista del interior

El templo se encuentra en el municipio ciudadrealeño de Alcázar de San Juan, en la comunidad autónoma de Castilla-La Mancha. Su construcción se remontaría al siglo XVI: el Madoz cita 1511, mas el decreto de declaración como BIC de la iglesia aclara que la erección de la iglesia actual tuvo lugar entre 1587 y 1604, sobre unos planos originales de Juan de Herrera. Aparece referida en el primer volumen del Diccionario geográfico-estadístico-histórico de España y sus posesiones de Ultramar de Pascual Madoz de la siguiente manera:

hay 2 parr.: la Mayor con la advocacion de Sta. María, y la otra de Sta. Quiteria, servidas por párrocos con el títulos de priores, como pertenecientes á la Orden  de San Juan: (...) la segunda fué construida en 1511, y se halla también ruinosa por la parte del N., de cuyo sitio se han caido ya algunas piedras, á pesar que todo el edificio es de cantería y representa mucha solidez.
(Madoz, 1845, p. 439)

El inmueble fue declarado bien de interés cultural, con la categoría de monumento, el 8 de octubre de 1991, mediante un decreto publicado el día 30 de dicho mes en el Diario Oficial de Castilla-La Mancha con la rúbrica del presidente de la Junta de Comunidades de Castilla-La Mancha, José Bono, y del consejero de Educación y Cultura, Juan Sisinio Pérez Garzón.